# Никола Ђукић (шахиста)
Никола Ђукић (Титоград, 23. јануар 1983) је шаховски велемајстор из Црне Горе.

## Биографија
Никола Ђукић је 2005. стекао титулу ФИДЕ велемајстора. Као репрезентативац Црне Горе учествовао је на 7 шаховских олимпијада (2008-2022) и 9 Екипних првенстава Европе у шаху (2007-2023).
Вишеструки је првак Црне Горе у шаху. На Првенству Србије и Црне Горе 2005. заузео је од 2. до 4. места.

## Резултати на шаховским олимпијадама
| Година | Место          | Турнир         | Победа | Пораза | Ремија | Резултат |
| ------ | -------------- | -------------- | ------ | ------ | ------ | -------- |
| 2008   | Дрезден        | 38. Олимпијада | 0      | 6      | 4      | 2 из 10  |
| 2010   | Ханти-Мансијск | 39. Олимпијада | 4      | 2      | 5      | 6½ из 11 |
| 2012   | Истанбул       | 40. Олимпијада | 3      | 2      | 6      | 6 из 11  |
| 2014   | Тромсе         | 41. Олимпијада | 3      | 4      | 4      | 5 из 11  |
| 2016   | Баку           | 42. Олимпијада | 1      | 4      | 6      | 4 из 11  |
| 2018   | Батуми         | 43. Олимпијада | 5      | 2      | 4      | 7 из 11  |
| 2022   | Махабалипурам  | 44. Олимпијада | 5      | 0      | 6      | 8 из 11  |
| 2024   | Будимпешта     | 45. Олимпијада |        |        |        |          |